# Літературна премія імені Леоніда Глібова
Літературна премія імені Леоніда Глібова — премія за найкращу збірку чи добірку байок, заснована у 2000 році. Премією нагороджують тільки членів Національної спілки письменників України. Фундатор премії — Деко Олександр Аврамович.

## Про премію
Заснована у 2000 році. Премію присуджують за найкращу збірку чи добірку байок. Висунення відбувається до 1 лютого. Присудження — до 3 березня. Голова журі — Петро Осадчук.

## Лауреати
- 2000 Бойко (Шукало) Владислав — за байки та інші твори сатирично-гумористичного жанру останніх років.
- 2002 Шип Юрій — за книжку байок «Прогулянка звіринцем» та за збірки сатири і гумору «Не плюй Грицю у криницю», «Сині сльози»[1].
- 2004 Горбівненко Анатолій — за книжки гумористичних і сатиричних віршів «Покотьоло».

2023
- Поетеса Ганна Демиденко, за книгу поезій «Крізь гул століть» (Чернігів).
- Поет, головний редактор журналу «Сівач» Станіслав Новицький, за книгу поезій «Розуміння простору» (Кропивницький).
- Прозаїк, голова обласної організації НСПУ Олена Конечна, за книгу прози «Вишнева кісточка» (Чернігів).
- Директорка Чернігівської обласної бібліотеки ім. В. Короленка Інна Аліференко, за активну громадсько–просвітницьку роботу, заснування і проведення щорічного Всеукраїнського поетичного фестивалю «Дотиком душі» (Чернігів).